# Anna Rudzińska

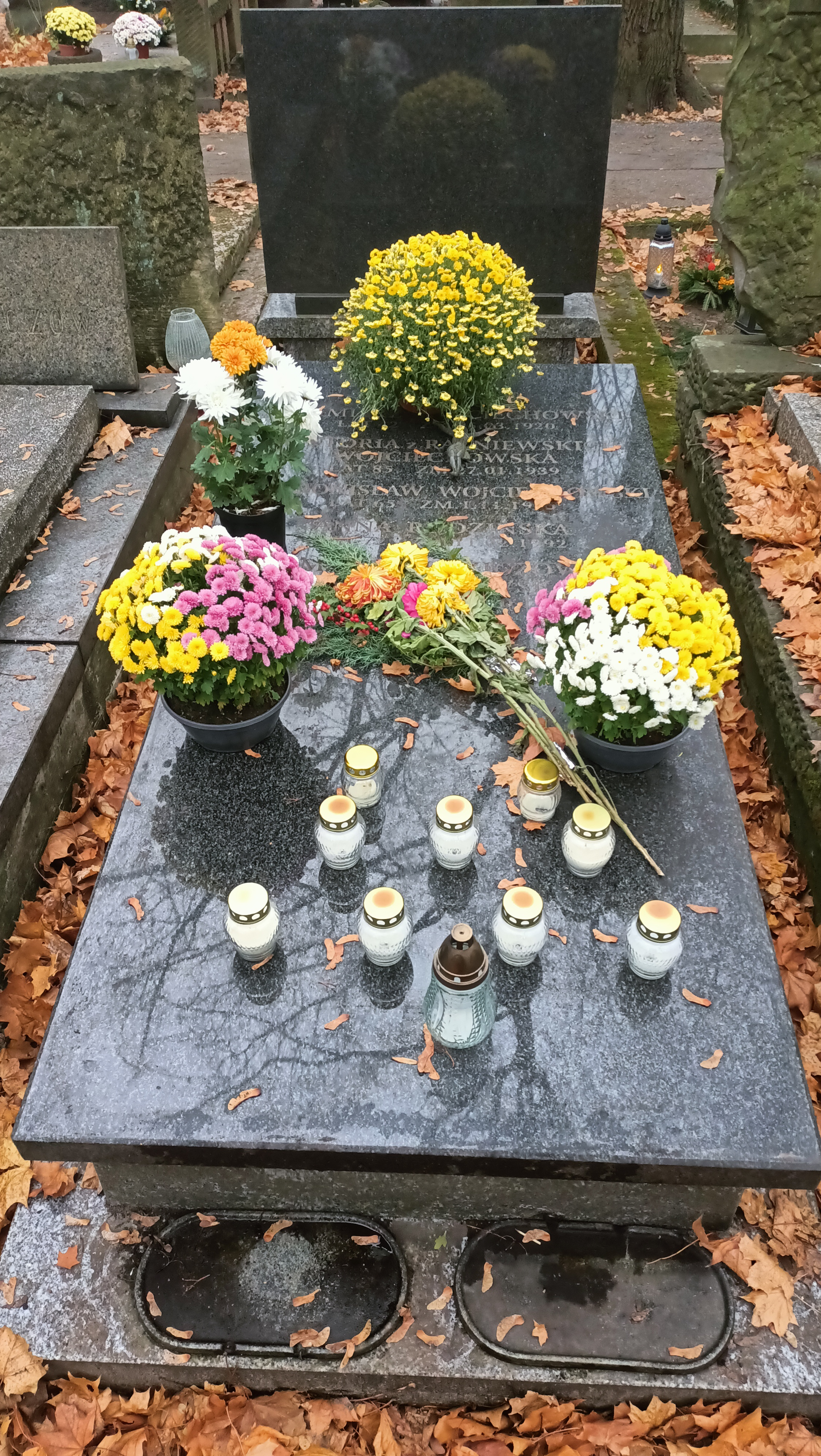
Grób Anny Rudzińskiej na cmentarzu Powązkowskim w Warszawie

Anna Rudzińska, z d. Wojciechowska (ur. 27 października 1919 w Piotrkowie Trybunalskim, zm. 11 lutego 1992 w Warszawie) – polska socjolożka, sekretarz Klubu Krzywego Koła, w latach 60. więziona za kontakty z Jerzym Giedroyciem.

## Życiorys
Dzieciństwo spędziła we Lwowie (1921–1926 i 1932–1937) i Borysławiu (1926–1932). W 1937 ukończyła Gimnazjum im. Królowej Jadwigi we Lwowie. W latach 1937–1939 studiowała socjologię na Uniwersytecie Paryskim, w latach 1939–1940 przebywała we Lwowie, w latach 1940–1941 w Warszawie, w latach 1941–1943 w Wilnie i Niemenczynie. Od 1943 mieszkała ponownie w Warszawie, służyła w Armii Krajowej, w Zgrupowaniu Pułku Baszta, walczyła jako łączniczka w powstaniu warszawskim. Po upadku powstania wyszła z Warszawy z ludnością cywilną.
W latach 1945–1947 mieszkała w Łodzi, następnie powróciła do Warszawy, w 1949 rozpoczęła naukę w Studium Nauk Społecznych na Uniwersytecie Warszawskim, ale po półtora roku została stamtąd usunięta z uwagi na "niewłaściwe pochodzenie". Ostatecznie pozwolono jej wrócić na uczelnię i studium ukończyła w 1952. Od 1956 do 1962 pracowała jako bibliotekarka w Bibliotece Wydziału Filozoficznego UW, a od 1959 równocześnie w sekretariacie Polskiego Towarzystwa Socjologicznego. W 1958 została członkiem Klubu Krzywego Koła, w którym społecznie pełniła funkcję sekretarza. W tym samym roku rozpoczęła studia socjologiczne na Uniwersytecie Warszawskim.
W listopadzie 1959 wyjechała na stypendium do Francji, poznała wówczas Jerzego Giedroycia, z którym utrzymywała kontakt także po powrocie do Polski w lipcu 1960. M.in. informowała go o sytuacji w warszawskim środowisku kulturalnym, podjęła się także znalezienia tłumacza książki Feliksa Grossa The Seizure of Political Power. Posiadanie tej książki "w celu rozpowszechniania", pomimo iż zdaniem władz komunistycznych zawierała "fałszywe wiadomości o państwach obozu socjalistycznego", było formalnym powodem jej aresztowania w dniu 4 września 1961. Następnie 7 lutego 1962 została skazana na karę 1 roku pozbawienia wolności. Więzienie opuściła 15 czerwca 1962 i powróciła do pracy w biurze Polskiego Towarzystwa Socjologicznego.
W 1964 obroniła pracę magisterską Dynamika społeczna małych grup napisaną pod kierunkiem Stefana Nowaka. W 1966 odeszła z pracy w PTS i do 1973 była pracownikiem Ośrodka Badań Opinii Publicznej, następnie w latach 1973–1976 w redakcji pisma Praca i Zabezpieczenie Społeczne. W 1977 przeszła na wcześniejszą emeryturę, ale do 1989 pracowała jeszcze jako sekretarka swojego promotora Stefana Nowaka, w Zakładzie Metod Socjologicznych Instytutu Socjologii UW. Współpracowała z Komitetem Obrony Robotników, Komitetem Samoobrony Społecznej „KOR” i Ruchem Obrony Praw Człowieka i Obywatela, dla których redagowała i przepisywała na maszynie różnego rodzaju teksty. Po 1989 współpracowała z Biurem Interwencji Kancelarii Senatu.
Pośmiertnie została odznaczona Krzyżem Kawalerskim Orderu Odrodzenia Polski.
W 2003 opublikowano jej wspomnienia O moją Polskę. Pamiętniki 1939–1991, w wyborze i opracowaniu jej córki Teresy Bochwic.
Była córką Bronisława Wojciechowskiego i siostrą Bronisława (ur. 1924), żoną Witolda Rudzińskiego (od 1941 do rozwodu w 1958).